# Villegats (Charente)
Villegats è un comune francese di 245 abitanti situato nel dipartimento della Charente, nella regione della Nuova Aquitania.

## Società

### Evoluzione demografica
Abitanti censiti